# Singles (musikalbum)
Singles är ett samlingsalbum av den svenska rockgruppen Broder Daniel som innehåller deras utgivna singlar. Albumet finns i två versioner varav den första gavs ut 1999 och den andra som är utökad med de senare singlarna släpptes 18 mars 2009.

## Singles (1999)
| Nr  | Titel                                    | Längd |
| --- | ---------------------------------------- | ----- |
| 1.  | Cadillac                                 | 4:03  |
| 2.  | On the Count 2 3                         | 3:59  |
| 3.  | Luke Skywalker                           | 3:26  |
| 4.  | What's Good (2) (Piano by Jonas Kernell) | 2:40  |
| 5.  | Iceage                                   | 2:56  |
| 6.  | You Split the Night                      | 2:49  |
| 7.  | Mr. Cloudman                             | 5:02  |
| 8.  | Work                                     | 3:31  |
| 9.  | Misery and Harmony                       | 2:20  |
| 10. | Go My Own Way                            | 2:48  |
| 11. | Lemon (Written by Stefan Nilsson)        | 3:23  |
| 12. | No One Listens to No One Else            | 2:25  |
| 13. | Hospital                                 | 4:27  |

## Singles (2009)
| Nr  | Titel                                    | Längd |
| --- | ---------------------------------------- | ----- |
| 1.  | Cadillac                                 | 4:06  |
| 2.  | On the Count 2 3                         | 4:02  |
| 3.  | Luke Skywalker (2005 Digital Remaster)   | 3:28  |
| 4.  | What's Good (2) (Piano by Jonas Kernell) | 2:40  |
| 5.  | Iceage (2005 Digital Remaster)           | 2:57  |
| 6.  | You Split the Night                      | 2:52  |
| 7.  | Mr. Cloudman                             | 5:03  |
| 8.  | Work                                     | 2:20  |
| 9.  | Misery and Harmony                       | 2:50  |
| 10. | Go My Own Way (2005 Digital Remaster)    | 3:25  |
| 11. | Lemon (Written by Stefan Nilsson)        | 2:25  |
| 12. | No One Listens to No One Else            | 4:28  |
| 13. | Hospital                                 | 3:39  |
| 14. | I'll Be Gone (2005 Digital Remaster)     | 3:12  |
| 15. | You Bury Me (2005 Digital Remaster)      | 3:12  |
| 16. | Sitting Out in the Cold (Demo '89)       | 4:44  |
| 17. | Happy People Never Fantasize             | 3:48  |
| 18. | On My Own (T&A Demo '96)                 | 3:22  |
| 19. | When We Were Winning                     | 4:45  |
| 20. | Shoreline                                | 4:19  |
| 21. | What Clowns Are We                       | 5:06  |